# Liste der portugiesischen Botschafter in der Dominikanischen Republik
Die Liste der portugiesischen Botschafter in der Dominikanischen Republik listet die Botschafter Portugals in der Dominikanischen Republik auf. Die beiden Staaten unterhalten seit 1883 diplomatische Beziehungen. Erstmals akkreditierte sich ein portugiesischer Botschafter 1947 dort.
Das Land gehörte zunächst zum Amtsbezirk der portugiesischen Botschaft in Venezuela. Zwischen 1971 und 1973 richtete Portugal kurzzeitig eine eigene Botschaft in der dominikanischen Hauptstadt Santo Domingo ein, seither ist die portugiesische Vertretung in Mexiko für die Dominikanische Republik zuständig.
In Santo Domingo besteht ein portugiesisches Honorarkonsulat.

## Missionschefs
| Name                                           | Bild                    | Amtszeit                | Anmerkungen                                                                         |
| Dominikanische Republik                        | Dominikanische Republik | Dominikanische Republik | Dominikanische Republik                                                             |
| ---------------------------------------------- | ----------------------- | ----------------------- | ----------------------------------------------------------------------------------- |
| João Maria da Silva Lebre e Lima               |                         | ?.1947 –?.1947          | Sondergesandter                                                                     |
| Carlos Augusto Fernandes                       |                         | ?.1971 –?               | akkreditiert am 3. April 1971, Botschafter in Santo Domingo in besonderer Mission   |
| João Oswaldo Marçal Correia Antunes de Almeida |                         | ?.1973 –?               | akkreditiert am 25. Januar 1973, Botschafter in Santo Domingo                       |
| José Fernandes Fafe                            |                         | ?.1978 –                | akkreditiert am 26. September 1978, portugiesischer Botschafter mit Amtssitz Mexiko |
| Francisco José Laço Treichler Knopfli          |                         | ?.1987 –?               | 1987 akkreditiert, portugiesischer Botschafter mit Amtssitz Mexiko                  |
| António Cabrita Matias                         |                         | ?.1989 –?               | akkreditiert am 23. Juni 1989, portugiesischer Botschafter mit Amtssitz Mexiko      |
| Alvaro Gil Gonçalves Pereira                   |                         | ?.1995 –?               | akkreditiert am 3. März 1995, portugiesischer Botschafter mit Amtssitz Mexiko       |
| António Chambers de Antas de Campos            |                         | ?.1999 –?               | 1999 akkreditiert, portugiesischer Botschafter mit Amtssitz Mexiko                  |
| Manuel Marcelo Monteiro Curto                  |                         | ?.2002 –?               | portugiesischer Botschafter mit Amtssitz Mexiko                                     |
| Francisco Manuel Guimarães Henriques da Silva  |                         | ?.2004 –?               | portugiesischer Botschafter mit Amtssitz Mexiko                                     |
| Francisco Domingos Garcia Falcão Machado       |                         | ?.2007 –?               | portugiesischer Botschafter mit Amtssitz Mexiko                                     |
| João José Gomes Caetano da Silva               |                         | ?.2011 –?               | portugiesischer Botschafter mit Amtssitz Mexiko                                     |
| Jorge Ayres Roza de Oliveira                   |                         | ?.2016 –?               | portugiesischer Botschafter mit Amtssitz Mexiko                                     |